# Gerhard Kittel (Mediziner)
Gerhard Kittel (* 4. März 1925 in Berolzheim, Nordbaden; † 9. November 2011 in Marloffstein) war ein deutscher Hals-Nasen-Ohrenarzt, Phoniater und Pädaudiologe, der als Hochschullehrer in Erlangen maßgeblich am Aufbau des Faches in Deutschland und Europa mitgewirkt hat.

## Leben
Gerhard Kittel, Sohn von Eliese Kittel, geborene Büttner, und des Rektors Stefan Kittel, beendete seine Schulausbildung 1943 mit der Reifeprüfung am Realgymnasium in Mosbach am Odenwald. Er war katholisch und studierte ab 1946 Medizin an der Universität Würzburg. Das Studium schloss er 1951 mit dem Staatsexamen ab; im selben Jahr wurde Kittel zum Dr. med. promoviert. Nach einem Volontariat an der Medizinischen Universitätsklinik in Würzburg war Kittel von 1952 bis 1953 als Assistenzarzt an der Chirurgischen Universitätsklinik Ludwigshafen tätig. Für eine HNO-Facharztausbildung wechselte er 1953 in die Ludwigshafener HNO-Klinik. Ab 1960 war Kittel dann Oberarzt an der HNO-Klinik der Universität Erlangen. 1965 heiratete er Hanne Schlüter; aus der Ehe gingen zwei Söhne (Karsten und Lars) hervor. Im Erlangen habilitierte er sich 1967 mit seiner Arbeit Die Hypoxydose der Cochlea durch CO (publiziert 1968) und erhielt die Lehrbefugnis für HNO-Heilkunde und Phoniatrie. 1971 wurde Kittel zum außerplanmäßigen Professor ernannt, 1978 wurde er Extraordinarius und Vorstand der selbständigen Abteilung für Phoniatrie und Pädaudiologie am Universitäts-Klinikum Erlangen. Diese Position behielt Kittel bis zu seiner Emeritierung im Jahre 1990. An der Universität Erlangen-Nürnberg war er zudem Vorstand der Sprach- und Stimmabteilung.

## Berufspolitisches Engagement
Kittel arbeitete früh in der Arbeitsgemeinschaft der deutschsprachigen Phoniater, der er von 1980 bis 1983 vorstand, der Vorläuferorganisation der Deutschen Gesellschaft für Phoniatrie und Pädaudiologie (DGPP), deren Mitbegründer und erster Präsident er ab 1983 war. Zuvor war er in der interdisziplinär ausgerichteten Deutschen Gesellschaft für Sprach- und Stimmheilkunde (DGSS) tätig, von 1961 bis 1968 als Geschäftsführer. Er engagierte sich im internationalen wissenschaftlichen Austausch und gründete 1969 die Union Europäischer Phoniater (UEP), die es Wissenschaftlern ermöglichte, besonders mit den Ländern des Ostblocks (vor allem DDR, Polen und Ungarn) in Kontakt zu treten. Er setzte sich als Vorstand der UEP sowie (ab 1980) als Präsident der Arbeitsgemeinschaft Deutscher Phoniater regelmäßig dafür ein, dass jeweils 20 Kollegen aus dem Ostblock zu Phoniatriekongressen nach Westeuropa eingeladen wurden und am wissenschaftlichen, aber auch gesellschaftlichem Leben teilnehmen konnten. 1983 wurde er Präsident der Deutschen Gesellschaft für Phoniatrie und Pädaudiologie und in das Generalsekretariat der UEP berufen, ein Jahr später in den Vorstand. Ab 1988 war er Präsident der UEP. 1988 erfolgte die Berufung in das International Collegium of Experimental Phoniatrics and Communication Sciences.

## Wissenschaftliche Tätigkeit
Kittel ist Verfasser von über 200 Publikationen. Er hat mehrere Lehrbücher der Phoniatrie-Pädaudiologie verfasst und war 20 Jahre Herausgeber der Zeitschrift Sprache-Stimme-Gehör, sowie Boardmitglied der internationalen Zeitschrift Folia Phoniatrica.
Seine Forschungsschwerpunkte waren elektrophysiologische Untersuchungen des Innenohres, objektive Computeranalysen von Hör-, Stimm- und Sprachstörungen, Lippen-Kiefer-Gaumenspalten sowie Hör-, Riech- und Stimmstörungen.
Erstbeschreibungen von ihm sind die vegetative Kehlkopfdystonie, Ohrmuschelfehlbildungen durch Thalidomid, die Farb-TV-Lupen-Mikrostroboskopie/Farb-Lupen-Video-Stroboskopie, Video-Printer-Aufnahmen endoskopischer Larynxbefunde, mehrkanalige monopolare ERA bei Aphasikern, digitale Hochfrequenz-Glottographie und die Hochgeschwindigkeits-Videographie.
Auch nach seiner Emeritierung war er in vielen Bereichen aktiv. 2003 stiftete er die Gerhard-Kittel-Medaille der DGPP, einen Forschungspreis für hervorragende wissenschaftliche Arbeiten im Fachgebiet.

## Ehrungen
Im Jahr 1969 erhielt er den nach Ernst Wilhelm Baader benannten E.-W.-Baader-Preis, 1980 die nach Hermann Gutzmann sen. benannte Gutzmann-Medaille der Charité. Ehrenmitglied der österreichischen Gesellschaft für Logopädie und Pädaudiologie wurde er 1982. 2009 wurde er wegen seines Engagements für das Fachgebiet zum ersten Ehrenpräsidenten der DGPP ernannt. Die DGPP vergibt die mit 1000 Euro dotierte Gerhard-Kittel-Medaille für „Nachwuchs-Wissenschaftler […], die über mehrere Jahre hinweg die Entwicklung des Faches wesentlich gefördert haben“.

## Schriftsteller
Gerhard Kittel verfasste auch Gedichte und lyrische Texte, sein Frühwerk ging jedoch in den Wirren des Zweiten Weltkrieges verloren. Danach publizierte er vor allem nach seiner Emeritierung Texte und Bücher, u. a. eine lyrische Reihe im Specht-Verlag. Er war Mitglied des Deutschen Bundesverbandes der Schriftsteller-Ärzte.